# Żywot człowieka rozbrojonego (powieść)
Żywot człowieka rozbrojonego – powieść obyczajowa Sergiusza Piaseckiego wydana po raz pierwszy w 1962 w Londynie, aczkolwiek przygotowana przez autora już podczas jego uwięzienia na Świętym Krzyżu w 1936 roku. Utwór zawiera wiele wątków autobiograficznych. Akcja powieści, pisanej w formie wspomnień czy też pamiętnika głównego bohatera, rozgrywa się w latach 1921-1922, głównie w Wilnie. Jej bohaterem jest zdemobilizowany żołnierz wojny polsko-bolszewickiej. Książka poświęcona jest problematyce rozwarstwienia społecznego i życia biedoty wielkomiejskiej, pozbawionej perspektyw na zmianę losu; porusza również tematy zepsucia moralnego, prostytucji i przestępczości.
Miniserial telewizyjny o tym samym tytule, wyprodukowany w 1993 roku i emitowany po raz pierwszy w 1994 roku jest jedynie oparty na motywach powieści, nie będąc jej wierną ekranizacją.

## Treść
Michał Łubień, zdemobilizowany wiosną 1921 roku i pozbawiony jakiegokolwiek wsparcia materialnego ze strony wojska, nie mógł wrócić do rodzinnego domu, który znalazł się po sowieckiej stronie. Wybrał zatem Wilno jako miejsce, do którego chce otrzymać bilet, licząc, że znajdzie zatrudnienie w Zarządzie Wileńskiej Dyrekcji Poczt i Telegrafów. Wcześniej pracował bowiem, znacznie poniżej swoich kwalifikacji, mając ukończoną Szkołę Nadzorców Telegrafu i Telefonu, jako starszy monter w Mińsku, który terytorialnie należał do obszaru zarządzanego przez tę regionalną Dyrekcję. Nadzieje te okazały się płonne, podobnie jak oczekiwanie, że pomocy udzieli mu były dowódca wojskowy. Zarejestrował się zatem w Biurze Pośrednictwa Pracy, ale z powodu wielkiego bezrobocia nie otrzymywał żadnych propozycji. Bezdomny i głodny, ratował się kradzieżami, aż został wypatrzony przez mężczyznę, który zaoferował mu pozowanie do zdjęć erotycznych. Dodatkowym źródłem jego utrzymania wkrótce stały się również ustawione zakłady hazardowe w klubie bilardowym, a następnie także sprzedaż fałszywych czeków, nie tylko w Wilnie, ale i w okolicznych miejscowościach. Zarobione pieniądze Łubień w dużej części przepuszczał na rozrywki, hojne napiwki, ale i na pomoc potrzebującym. Wsypany przez wspólników, został aresztowany i osadzony na Łukiszkach, początkowo w sektorze dla najbardziej niebezpiecznych. Po zwolnieniu z aresztu do czasu rozprawy za kaucją, część zmyślnie ukrytych pieniędzy poświęcił na pomoc koledze z celi i jego rodzinie, doprowadzając do zwolnienia go za kaucją i ratując jego córkę od prostytucji.